# Station Królewo Malborskie
Station Królewo Malborskie is een spoorwegstation in de Poolse plaats Królewo Malborskie.